# Arteria meningea media
Arteria meningea media er en arterie der udspringer fra arteria maxillaris og som forsyner et stort område af hjernehinden via dens to grene, ramus frontalis og ramus parietalis.
Den har indgang i kraniet igennem foramen spinosum og lægger i tæt relation med dura mater. Den deler sig omkring arcus zygomaticus i to grene, ramus frontalis der forløber opad og fremad; samt ramus parietalis der forløber bagud. Desuden findes der hyppigt en accesorisk arterie i tæt forløb med, og ofte med udspring fra, arteria meningea media. Disse deler navn, men den accesoriske arterie træder ind i kraniet igennem foramen ovale frem for foramen spinosum.
Arterien anastomoserer hyppigt med arteria lacrimalis, og kan til tider overtage dele af dennes og arteria opthalmica's forsyningsområde.